# Tachidiella minuta
Tachidiella minuta är en kräftdjursart som beskrevs av Georg Ossian Sars 1909. Tachidiella minuta ingår i släktet Tachidiella och familjen Tisbidae. Arten är reproducerande i Sverige. Inga underarter finns listade i Catalogue of Life.